# Сблъсъкът на цивилизациите и преобразуването на световния ред
„Сблъсъкът на цивилизациите и преобразуването на световния ред“ (на английски: The Clash of Civilizations and the Remaking of World Order) е книга на американския политолог Самюъл Хънтингтън, издадена през 1996 година. Тя обосновава тезата, че след края на Студената война в основен източник на конфликти ще се превърнат наднационалните културни и религиозни идентичности. Първоначално тезата е изложена на лекция през 1992 на Американския предприемачески институт, която впоследствие през 1993 година е развита в статия в списание Форин Афеърс под заглавие "Сблъсъкът на цивилизациите?", в отговор на книгата на бившия му студент Франсис Фукуяма Краят на историята и последният човек. По-късно, през 1996, Хънтингтън развива своята теза в книгата.
Самият израз е използван по-рано от Бърнард Люис в статията „Корените на мюсюлманския гняв“, издадена от списание The Atlantic Monthly през септември 1990. Още по-рано, фразата се появява през 1926 в книгата, разглеждаща Близкия изток, на Базил Матюс: Young Islam on Trek: Изследване на сблъсъка на цивилизациите (p. 196).
Този израз произлиза от сблъсъка на културите, вече се използва през колониалния период и Бел Епок.
В България книгата е издадена от „Обсидиан“ през 2009 година.

## Общ преглед
Хънтингтън започва своето разсъждение чрез изследване на различните теории за същността на глобалната политика в периода след Студената война. Някои теоретици и писатели твърдят, че човешките права, либералната демокрация и капиталистическата икономика на са се превърнали в единствената останала идеологическа алтернатива за нациите в ерата след Студената война. Специално, Франсис Фукуяма твърди, че светът е достигнал „краят на историята“ в Хегелианския му смисъл.
Хънтингтън вярва, че макар ерата на идеологията е приключила, светът се е завърнал към нормалното състояние на нещата, характеризирано от културните конфликти. В своята теза, той твърди, че основната ос на конфликт в бъдещето ще бъде по линията на културните и религиозните разломи.
Като продължение, той постулира, че концепцията на различните цивилизации, като културна идентичност от най-висок ранг, ще стане още по-полезна в процеса на анализиране на потенциала за конфликт.
Следвайки основно предложената конструкта от Освалд Шпенглер и Арнолд Тойнби, авторът сочи, че „човешката история е история на цивилизациите“. Според неговата класификация съществуват седем или осем такива цивилизации:
1. Западна цивилизация (на основата на католицизма и протестантството)
2. Ислямска цивилизация
3. Индуистка цивилизация
4. Китайска цивилизация (на основата на будизма)
5. Японска цивилизация (на основата на шинтоизма)
6. Латиноамериканска цивилизация (на основата на католицизма и местните традиции)
7. Православна цивилизация
8. Африканска цивилизация (в процес на формиране на основата на местните традиции)

Повечето цивилизации (но не всички) имат държава-ядро, която има доминираща и организираща роля по отношение на останалите страни влизащи в съответната цивилизационна общност (напр. САЩ в съвременната западна цивилизация). Всяка цивилизация се стреми да запази своята идентичност, а в много случаи и да разшири сферата на своето влияние. По тази причина, Хънтингтън счита, че 21 век ще е епоха на междуцивилизационните сблъсъци или конфликти.